# کاکله

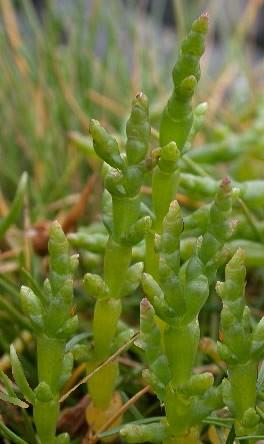
نورفولک رازیانه آبی (سالیکورینای اروپایی)

کاکله یا رازیانه آبی، نام عمومی داده شده به برخی از گیاهان خوراکی است که در مناطق ساحلی رشد می‌کنند.
- رازیانه آبی راک، Crithmum maritimum گونه ساحلی این نوع گیاه است با گل‌های سفید که اغلب در انگلستان دیده می‌شود.
- رازیانه آبی طلایی، Limbarda crithmoides نوعی دیگر از گونه ساحلی رازیانه با گل های زرد رنگ است که در اوراسیا رشد می‌کند.